# Daruvári megállapodás
A daruvári megállapodás (szerbhorvátul: daruvarski sporazum) egy dokumentum volt, amelyet Horvátország és a Krajinai Szerb Köztársaság (RSK) helyi hatóságai írtak alá 1993. február 18-án, a horvátországi háború idején abból a célból, hogy biztosítsák az ENSZ Nyugat-Szlavóniai Védett Területe (UNPA), más néven Nyugati Szektor szerbek és horvátok által ellenőrzött területei közötti alapvető együttműködést. A megállapodás előírta a víz- és elektromos áramellátás javítását, a menekültek hazatérésének lehetővé tételét, valamint a Nyugati Szektoron átvezető, és Újgradiska és Novszka városok közelében a horvát hadsereg által ellenőrzött területeket összekötő közlekedési útvonalak megnyitását. Keretet biztosított a lakosság életkörülményeinek további javításához a Nyugati Szektor horvátok és RSK által ellenőrzött részén egyaránt. A megállapodást Daruvárról, az aláírási helyről nevezték el.
A daruvári egyezményt, amelyben az Egyesült Nemzetek Szervezete (ENSZ) Nyugati Szektor polgári ügyeinek vezetője, Gerard Fischer közvetített, titokban tárgyalták. Amikor a knini központi RSK hatóság tudomást szerzett az egyezségről, az RSK nevében aláírókat elbocsátották állásukból, és letartóztatták. Magát a megállapodást az RSK központi hatóságai árulásnak minősítették. Fischert és más ENSZ-tisztviselőket, akik részt vettek a megállapodás közvetítésében, az ENSZ azért bírálta, mert túlzottan határozottak voltak az ügyben. Fischer hamarosan elhagyta a területet.

## Háttér
Novemberben Horvátország, Szerbia és a Jugoszláv Néphadsereg (Jugoslovenska Narodna Armija – JNA) megállapodott a Vance-tervben, amelynek célja a horvát függetlenségi háború hadműveleteinek leállítása és a politikai rendezés tárgyalásának lehetővé tétele volt. A tűzszünet mellett a terv magában foglalta a civilek védelmét bizonyos területeken, amelyeket az ENSZ védett területeiként (UNPA) jelöltek ki, valamint a terv végrehajtásának ellenőrzésére az ENSZ békefenntartóinak (UNPROFOR) Horvátországba történő vezénylését. A tűzszünet, nem sokkal a Vance-terv elfogadása után 1992. január 3-án lépett életbe. 1992. január 15-én az Európai Közösség bejelentette döntését Horvátország diplomáciai elismerését, míg a Horvátországon belüli, a szerbek és a JNA fennhatósága alá tartozó területeken létrehozták Krajinai Szerb Köztársaságot (RSK).
Annak ellenére, hogy a genfi megállapodás megkövetelte a JNA állományának és felszerelésének azonnali kivonását Horvátországból, a JNA még hét-nyolc hónapig az országban maradt. Amikor csapatai végül kivonultak, a JNA az RSK-ra hagyta felszerelését. Szervezeti problémák és a tűzszünet megsértése miatt az UNPROFOR csak március 8-án tudta megkezdeni egységei telepítését. Az egységek telepítése két hónapig tartott, mire teljesen elfoglalták állomáshelyeiket az UNPA zónákban. Az UNPROFOR feladata volt az UNPA-zónák demilitarizálása , tűzszünet fenntartása, a helyi rendőrség megfigyelése, valamint a lakóhelyüket elhagyni kényszerült személyek és menekültek visszatérési feltételeinek megteremtése. Az RSK az általa ellenőrzött területről több, mint 300 000 nem szerb lakost űzött el, a Horvát Hadsereg (Hrvatska vojska – HV) által elfoglalt nyugat-szlavóniai területekről pedig az Otkos–10, a Papuk–91 és a Hurrikán–91 hadműveletek során, 1991 végén mintegy 20 000 szerb menekült el.
Nyugat-Szlavónia egy részét, amely körülbelül 90 x 45 km kiterjedésű területet foglalt magában, a béketerv Nyugat-Szlavóniai UNPA-ként vagy Nyugati Szektorként jelölte meg. Más UNPA-zónákkal ellentétben az RSK a területnek csak egy részét – a délen található UNPA területek körülbelül egyharmadát – irányította Okucsány központtal. Az RSK által birtokolt terület magában foglalta az A3-as Zágráb–Belgrád autópálya egy szakaszát. A Nyugati Szektorba telepített UNPROFOR-erők úgy attól tartottak, hogy a HV megtámadja a területet, hogy megszerezze az ellenőrzést az autópálya felett. Erre válaszul az UNPROFOR kifejlesztette a Backstop hadműveletet, amelynek célja a HV támadás elleni védekezés volt, feltételezve, hogy annak fő célja az autópályára irányul.

## Az együttműködési kényszer
A Nyugati Szektor horvát és RSK által ellenőrzött területekre való felosztása szétválasztotta a helyben termesztett mezőgazdasági termékek piacát, és a legtöbb gazdálkodó számára elérhetetlenné váltak a termékfeldolgozó üzemek. Ezenkívül a Nyugati Szektor RSK által ellenőrzött területe súlyos üzemanyag- és villamosenergia-hiányban szenvedett, míg a horvát kézben lévő Pakrác el volt zárva a várostól délre, az RSK által birtokolt területen fekvő források által táplált vízellátó rendszertől. A helyzet arra késztette az ENSZ Nyugati Szektor polgári ügyeinek vezetőjét, Gerard Fischert és a Nyugati Szektor UNPROFOR-eróinek parancsnokát, Carlos Maria Zabala argentin tábornokot, hogy mindkét területen javaslatot tegyenek a helyi hatóságok közötti együttműködésre.
Erőfeszítéseik egy olyan rendszert eredményeztek, amelyben a Nyugati Szektor RSK által birtokolt részén termesztett gabonát a horvát ellenőrzés alatt álló területeken őrölték meg, Pakrác ivóvízellátásáért cserébe pedig a Horvátországból szállítottak a Nyugati Szektor déli részére áramot. Fischer a helyi hatóságoktól is jóváhagyást kapott a menekültek korlátozott visszatérésére. A programban legfeljebb 2500 menekült vett részt, akik az osztrák kormány finanszírozásával építhették újjá otthonaikat. Az 1,3 millió dollár értékű pénzeszközöket Michael Platzeren, az Egyesült Nemzetek Szervezete Bécsi Hivatala főigazgatójának különleges munkatársán keresztül szerezték be.

### A megállapodás
Fischer a már működő együttműködési rendszereknek igyekezett szélesebb körű támogatást szerezni, és kiterjeszteni hatókörüket a Nyugati Szektorban. Arról is biztosította az RSK helyi hatóságait, hogy egy ilyen lépés megakadályozza, hogy kiújuljanak a harcok a térségben. Fischer erőfeszítéseinek eredménye a daruvári megállapodás volt. A megállapodás, amelyet február 18-án írtak alá Daruváron a víz- és villamosenergia-ellátó hálózatok rekonstrukcióját, a Zágráb–Belgrád autópálya szakasznak, valamint a Novszka-Újgradiska vasútvonalnak a Nyugati szektorban történő újbóli megnyitását a nem kereskedelmi forgalom számára, a távközlési vonalak kijavítását, egy vegyes bizottság létrehozását, amelynek feladata a Nyugati Szektor életkörülményeinek normalizálása, minden menekült hazatérését, a tűzszüneti vonalon túl a civilek tulajdonában lévő ingatlanokhoz való hozzáférést és további találkozókat írt elő a helyi hatóságokkal, hogy megbeszéljék a további együttműködést.
Az RSK helyi hatóságai nevében a megállapodást Veljko Džakula, Dušan Ećimović, Milan Vlaisavljević, Mladen Kulić, Đorđe Lovrić és Milan Radaković írta alá. Džakula a miniszterelnök-helyettesi posztot töltötte be, míg Ećimović az RSK kormányának minisztere volt. A horvát önkormányzatok nevében aláírók Zlatko Kos, Zdravko Sokić , Ivan Volf, Vladimir Delač és Želimir Malnar voltak. Fischer tanúként írta alá a megállapodást. Džakulának Milan Martić perében a volt Jugoszláviával foglalkozó nemzetközi büntetőtörvényszék előtt tett tanúvallomása szerint, Joško Morić horvát belügyminiszter-helyettes kíséretében Ivan Milas Horvátország képviselőjeként jelen volt a megállapodás aláírásán. Noha az előzetes tárgyalásokat titokban tartották, Džakula szerint semmilyen erőfeszítést nem tettek a megállapodás aláírásának eltitkolására.

## Következmények
Az RSK knini központi hatóságai a Krajinai Szerb Köztársaság Hadserege 18. hadteste által február 26-án, nyolc nappal az aláírás után benyújtott jelentésből értesültek a megállapodásról. A megállapodást elsősorban Milan Martić, az RSK belügyminisztere bírálta. A kormányzó Szerb Demokrata Párt vezetése azzal vádolta Džakulát, hogy átadta az RSK területét Horvátországnak. Az RSK vezetése a daruvári megállapodást egyenértékűnek tartotta az RSK gazdasági megvalósíthatatlanságának az elismerésével és a hazaárulásnak bélyegezte. Az RSK által ellenőrzött nyugat-szlavóniai kerületi tanács elítélte a megállapodást, mert csak  horvátul íródott, és nem vette tudomásul az RSK-t, illetve adminisztrációjának a létezését.
Džakulát és Ećimovićot menesztették kormányzati pozícióikból, valamint az RSK által birtokolt Nyugat-Szlavóniában a regionális hatósági pozíciókból. Az RSK másik három aláíróját is elbocsátották hivatalos posztjáról. Az 1993 májusában a megüresedett posztok betöltésére megtartott helyhatósági választásokon Džakulát megválasztották Pakrác község polgármesterének. Szeptember 21-én Džakulát és Ećimovićot letartóztatták, majd a nyomozás ideje alatt a knini börtönbe, majd Glinába szállították őket. December 3-án csak azért engedték őket szabadon, mert megtudták, hogy a két férfi és Kulić letartóztatását napokkal később rendelik el. A letartóztatás elkerülése érdekében ők hárman az RSK hatóságai elől Szerbiába menekültek. 1994. február 4-én az RSK ügynökei Džakulát Belgrádban elrabolták, és visszavitték az RSK területére.
Az RSK válasza a megállapodásra véget vetett Fischer erőfeszítéseinek. Ráadásul Fischert, Zabalát és Platzert, az ügyben tanúsított túlzott határozottságukra hivatkozva az ENSZ is bírálta. Fischer elhagyta Horvátországot, Zabalát pedig márciusban Shabshough jordán tábornok váltotta. A Zágráb–Belgrád-autópályát az RSK és Horvátország kormánya közötti megállapodás révén 1994 decemberében nyitották meg újra. 1995. április végén egy sor fegyveres incidens azonban horvát katonai beavatkozáshoz vezetett, és május elején a Villám hadművelet során Horvátország elfoglalta a Nyugati Szektor azon részét, amelyet korábban az RSK irányított.

## Fordítás
- Ez a szócikk részben vagy egészben  a   Daruvar Agreement című angol Wikipédia-szócikk ezen változatának fordításán alapul.  Az eredeti cikk szerkesztőit annak laptörténete sorolja fel. Ez a jelzés csupán a megfogalmazás eredetét és a szerzői jogokat jelzi, nem szolgál a cikkben szereplő információk forrásmegjelöléseként.